# Klot
Klot – gęsta bawełniana tkanina z przędzy merceryzowanej, o splocie atłasowym, charakteryzująca się połyskiem o różnym stopniu. Może to być również czesankowa tkanina półwełniana, wątkowa na osnowie z bawełny. Klotu używa się do wyrobu podszewek ubraniowych, dawniej także m.in. chałatów i spodenek gimnastycznych.
Nazwa pochodzi od angielskiego cloth – 'sukno'.